# Prix Éloizes
 (février 2021).
Si vous disposez d'ouvrages ou d'articles de référence ou si vous connaissez des sites web de qualité traitant du thème abordé ici, merci de compléter l'article en donnant les références utiles à sa vérifiabilité et en les liant à la section « Notes et références ».
L’Association acadienne des artistes professionnel.le.s du Nouveau-Brunswick remet les prix Éloizes depuis 1998,.
Les prix Éloizes célèbrent le dynamisme, la qualité et l’originalité du travail des artistes professionnels de l’Acadie dans six disciplines artistiques. Les Éloizes reconnaissent également des individus, organisations et évènements qui contribuent au dynamisme de la scène artistique acadienne.
Ces prix sont remis annuellement lors du Gala des prix Éloizes.

## Historique
L’Association acadienne des artistes professionnel.le.s du Nouveau-Brunswick remet les prix Éloizes durant le Gala des prix Éloizes depuis 1998.
En 2018, la cérémonie des Éloizes s'est tenue à Edmundston.
En 2021, le Gala des prix Éloizes animé par Matthieu Girard s'est tenue sur les ondes télévisées de Radio-Canada Acadie.

## Récipiendaires

### Prix Hommage
- 2005 - Audrey Côté St-Onge
- 2010 - Antonine Maillet
- 2012 - Viola Léger
- 2014 - Donat Lacroix
- 2016 - Léonard Forest
- 2018 - Georges Goguen
- 2021 - Chantal Cadieux[5]
- 2022 - Édith Butler[6]

### Artiste de l’année en arts visuels
- 2000 - Herménégilde Chiasson
- 2005 - Lise Robichaud - Installation - Origines
- 2010 - Joël Boudreau
- 2012 - Anne-Marie Sirois
- 2014 - Luc A. Charrette
- 2016 - Éveline Gallant Fournier
- 2018 - Mario Doucette
- 2021 - Yvon Gallant[5]
- 2022 - Vicky Lentz[6]

### Artiste de l’année en littérature
- 2003 - Myriame El Yamani - La ligne à butin volante
- 2005 - Serge Patrice Thibodeau - Que repose
- 2010 - Rose Després
- 2014 - France Daigle
- 2016 - Gabriel Robichaud
- 2018 - Daniel Dugas
- 2021 - Réjean Roy[5]
- 2022 - Jean Babineau[6]

### Artiste de l’année en théâtre
- 1998 - René Cormier
- 2000 - Herménégilde Chiasson
- 2002 - Luc Rondeau
- 2004 - Isabelle Roy
- 2005 - Louise Lemieux - metteuse en scène Sans jamais parler du vent
- 2007 - Christian Essiambre
- 2010 - Bertrand Dugas
- 2014 - Marc Paulin
- 2016 - Mathieu Chouinard
- 2018 - Marc-André Charron
- 2021 - Christian Essiambre[5]
- 2022 - Caroline Bélisle[6]

### Artiste de l’année en danse
- 2005 - Julie Duguay - prestation au Gala des prix Éloizes 2004
- 2014 - Sarah Anthony
- 2016 - Yves Landry
- 2018 - Chantal Baudouin
- 2021 - Julie Duguay[5]
- 2022 - Monelle Doiron[6]

### Artiste de l’année en musique
- 2005 - Claude Fournier - Album et spectacle Odyssée 1604-2004
- 2010 - Pascal Lejeune
- 2014 - Kevin McIntyre
- 2016 - Michel Thériault
- 2018 - Arthur Comeau
- 2021 - Isabelle Cyr[5]
- 2022 - Claude Cormier[6]

### Artiste de l’année en arts médiatiques
- 2010 - Rodolphe Caron
- 2012 - Rodolphe Caron
- 2014 - Daniel Léger
- 2016 - Julien Cadieux
- 2018 - Denise Bouchard
- 2021 - Aube Giroux[5]
- 2022 - Renée Blanchar[6]

### Artiste de l’Acadie du Québec
- 2012 - Philippe Soldevilla
- 2014 - Luce Fontaine
- 2016 - Suroît
- 2018 - Annie-Claude Thériault
- 2021 - Geneviève D'Ortun[5]

### Événement/Spectacle de l’année
- 2003 - Nuit internationale du conte en Acadie, édition 2002
- 2005 - Congrès mondial acadien, édition 2004
- 2010 - Symposium d’art actuel de Caraquet, édition 2009
- 2014 - Été musical de l'Église historique de Barachois
- 2016 - Festival Acadie Rock, du Centre culturel Aberdeen
- 2018 - On a tous une Lydia Lee de Marie-Jo Thério, produit par le Centre culturel Aberdeen
- 2021 - Tombées dans les interstices: un regard actuel sur l'apport de quelques femmes artistes à l'Acadie contemporaine, Élise Anne LaPlante[5]
- 2022 - Les histoires nécessaires | Instrumental Stories, Commissaire Véronique Leblanc, Galerie d’art Louise-et-Reuben-Cohen et le Musée acadien de l’Université de Moncton[6]

### Spectacle de l’année
- 2004 - Théâtre populaire d'Acadie - La sortie au théâtre
- 2005 - Festival acadien de Caraquet - Ode à l'Acadie
- 2007 - Théâtre populaire d'Acadie - Conte de la lune
- 2010 - Productions Tintamarre - Le Violon fantastique
- 2014 - Satellite Théâtre et Théâtre populaire d'Acadie - Bouffe
- en 2016 a été fusionné à Événement/Spectacle de l'année

### Découverte de l’année
- 1998 - Jean-François Breau
- 1999 - Daniel Robichaud
- 2000 - Mario Leblanc
- 2001 - Feu Vert
- 2002 - Les Muses
- 2003 - JP Leblanc
- 2004 - Emma Haché
- 2005 - Robin-Joël Cool - mise en scène Pardonnez-moi si je décompose et comédien Les défricheurs d’eau
- 2007 - Samuel-Alexandre Caron
- 2008 - Sofi Langis
- 2010 - Marie-Philippe Bergeron
- 2012 - Lisa LeBlanc
- 2014 - Pierre-André Doucet
- 2016 - le groupe musical Cy
- 2018 - Emmanuelle Landry
- 2021 - Xénia Gould[5]
- 2022 - Florence Brunet[6]

### Artiste s’étant le plus illustré.e à l’extérieur de l’Acadie
- 2003 - Grand Dérangement
- 2005 - Jean-François Breau - rôle principal dans la comédie musicale Don Juan
- 2010 - Michel Cardin
- 2016 - Christian Essiambre
- 2018 - Phil Comeau
- 2021 - Suzie LeBlanc[5]
- 2022 - Laurie LeBlanc[6]

### Soutien à la production artistique
- 2005 - La Radio de Radio-Canada en Atlantique - appui à la production d’enregistrement de spectacles
- 2010 - Carol Doucet
- 2014 - Association le Moulin de la Baie Sainte-Marie
- 2016 - Bouton d'or Acadie
- 2018 - Tide School
- 2021 - Joanne LeBlanc-Skyrie[5]
- 2022 - Paul Édouard Bourque[6]

### Soutien aux arts
- 2005 - Fédération des jeunes francophones du Nouveau-Brunswick - Exposition Art sur roues
- 2010 - Adelbert Dugas
- 2014 - Les Caisses populaires acadiennes (actuel UNI Coopération financière)
- 2016 - Michel Carpentier / Bistro Cœur d'Artishow
- 2018 - District scolaire francophone Sud
- 2021 - Communauté de Beaubassin-est[5]
- 2022 - CCNB, Campus de la Péninsule acadienne[6]

### Meilleure couverture médiatique
- 2003 - Carole Saint-Cyr - pour sa grande contribution au développement artistique de l'Atlantique
- 2005 - La Voix acadienne - couverture des activités du 400e de l’Acadie à l’Île-du-Prince-Édouard
- 2010 - Radio-Canada Acadie - couverture du Congrès mondial acadien 2009
- 2014 - Anne-Marie Parenteau - Radio-Canada Acadie
- en 2016, cette catégorie a été fusionnée à Soutien aux arts